# 카투족
카투족(Katu people) 또는 꺼뚜족(베트남어: người Cơ Tu)은 라오스 동부와 베트남 중부에 거주하는 약 83,600명의 민족이다. 카투족들은 몬크메르어파에 속하는 카투어파 언어를 구사한다.

## 라오스
라오스의 카투족은 세콩강 상류를 따라 세콩주, 베트남의 꽝남성과 후에시과의 경계를 따라 흐르는 송보웅강 주변의 고원 분지 유역에 살고 있다.

## 베트남

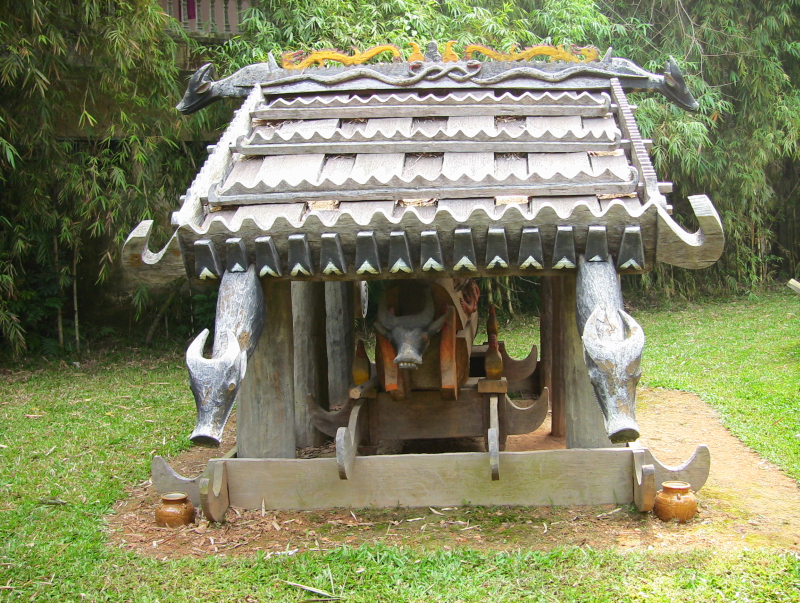
꺼뚜족의 무덤 모형

베트남 정부의 카투족 공식 명칭은 꺼뚜족(người Cơ Tu)이다. 베트남 내에서는 대부분의 카투족은 트어티엔후에성과 꽝남성에 살고 있다. 베트남의 카투족은 1999년 인구조사에서 5만458명, 2009년 인구조사에서 61,588명으로 집계됐다.
카투족은 일반적으로 zăr, avihor, koo dep, koo gdhong, cha chắc와 같은 대나무 줄기로 요리하는 밥을 제공하고, tavak이라는 음료를 마신다. 그들의 유명한 춤은 뚱뚱(tung tung, 남성에 의해 공연됨)과 야야(ya yá, 여성에 의해 연주됨)이다. 그들은 평범한 삶에서 흐로아(h'roa) 놀이를 한다. 전통적인 카투족의 집들은 지주 위에 있으며, 라오스 국경에 사는 사람들은 황마포를 재배하고, 직조를 하는 알려져 있다.
트어티엔후에성에 있는 약 15,000명의 카투족은 프엉어를 사용하는데, 카투족의 방언은 종종 별도의 언어로 인식된다.